# フェルサイレント
フェルサイレント（Fellsilent）は、イギリスのプログレッシブ・メタル・バンド。2010年に解散した。

## メンバー
- ジョー・ギャレット (Joe Garrett) - ボーカル ※解散後は「SonicK」で活動中。
- ニーマ・アスカリ (Neema Askari) - ボーカル ※解散後はモニュメンツで活動、現在は脱退した。[2]
- ジョン・ブラウン (John Browne) - ギター ※解散後はモニュメンツで活動中。
- エイクル・カーニー (Acle Kahney) - ギター ※現在はテッセラクトで活動中。
- マックス・ロビンソン (Max Robinson) - ベース
- クリストファー・マンスブリッジ (Christopher 'Noddy' Mansbridge) - ドラム ※解散後は「SonicK」で活動中。

## ディスコグラフィ

### スタジオ・アルバム
- The Hidden Words (2008年)

### シングル
- "Fell Silent" (2004年)
- "The Double A" (2006年)